# محمد بن عبدويه بن جبلة
محمد بن عبدويه بن جبلة هو قائد عباسي. شغل منصب والي برقة وحمص.

## سيرته
محمد هو ابن عبدويه بن جبلة، والي مصر أثناء خلافة المأمون، في وقت مبكر من عهد الواثق ورد ذكر محمد كوالي لبرقة في شمال إفريقيا. وخلال واجه انتفاضة من قبل مجموعة من البربر والأعراب، والتي ظلت غير خاضعة إلى أن أرسل الواثق قائد الجيش رجاء بن أيوب الحيدري لتهدئة المنطقة.
وفي عام 240 هـ/ 854م ولى محمد حمص بعد أن طرد أهلها الوالي السابق أبي المغيث موسى بن إبراهيم، فواجه انتفاضة كبيرة من قبل سكان المدينة، نتيجة للثورة أمره الخليفة المتوكل باتخاذ عدد من الإجراءات ضد المتمردين، بما في ذلك إعدام عدد من قادتهم المحليين. وقد منحه المتوكل بعد ذلك 50 ألف درهم مكافأة له.